# 阮氏春
阮氏春（越南语：／，?—?），越南鄭阮紛爭時期鄭主端南王鄭棕的王妃。
阮氏春是天长府南直县上农社人。她的生卒年不详。景兴四十三年（1782年），鄭棕发动政变，废黜弟弟鄭檊，被黎朝皇帝黎顯宗封为端南王，阮氏春成为王妃。景兴四十七年（1786年），西山朝攻下昇龙，鄭棕被俘自杀。阮氏春為鄭棕生下兒子郑橒。郑橒有大志未就，而在永顺县瑞章社去世。后来他的曾孙鄭栐奉祀。